# Grafheuvel van Piłsudski

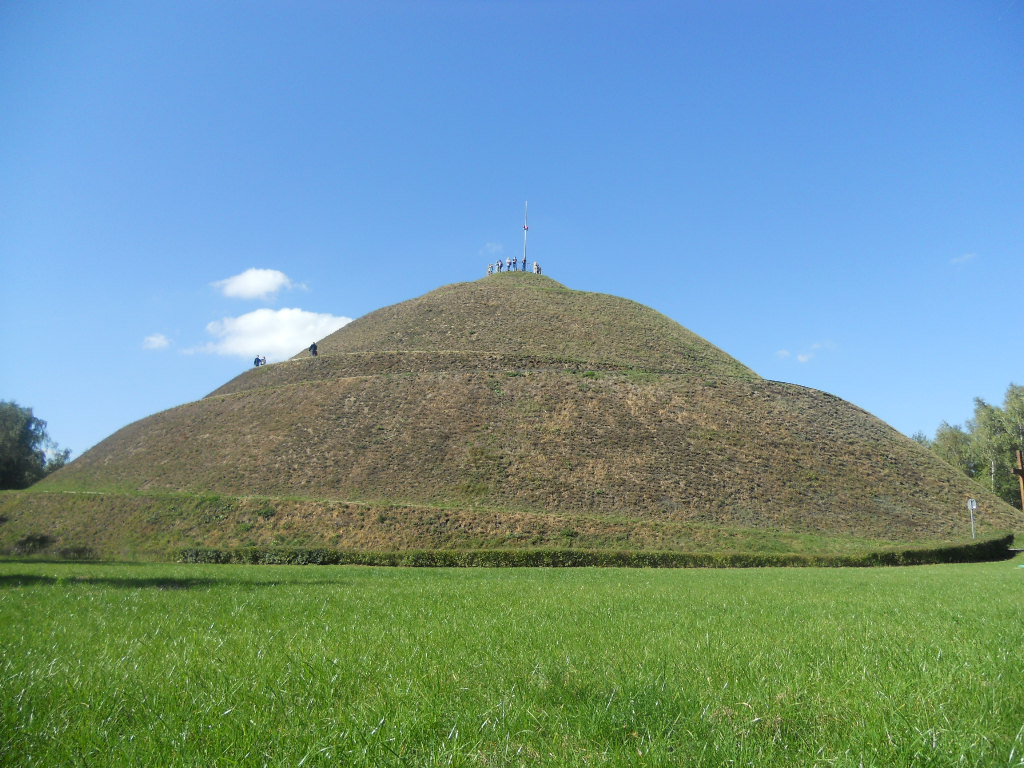
Grafheuvel van Piłsudski

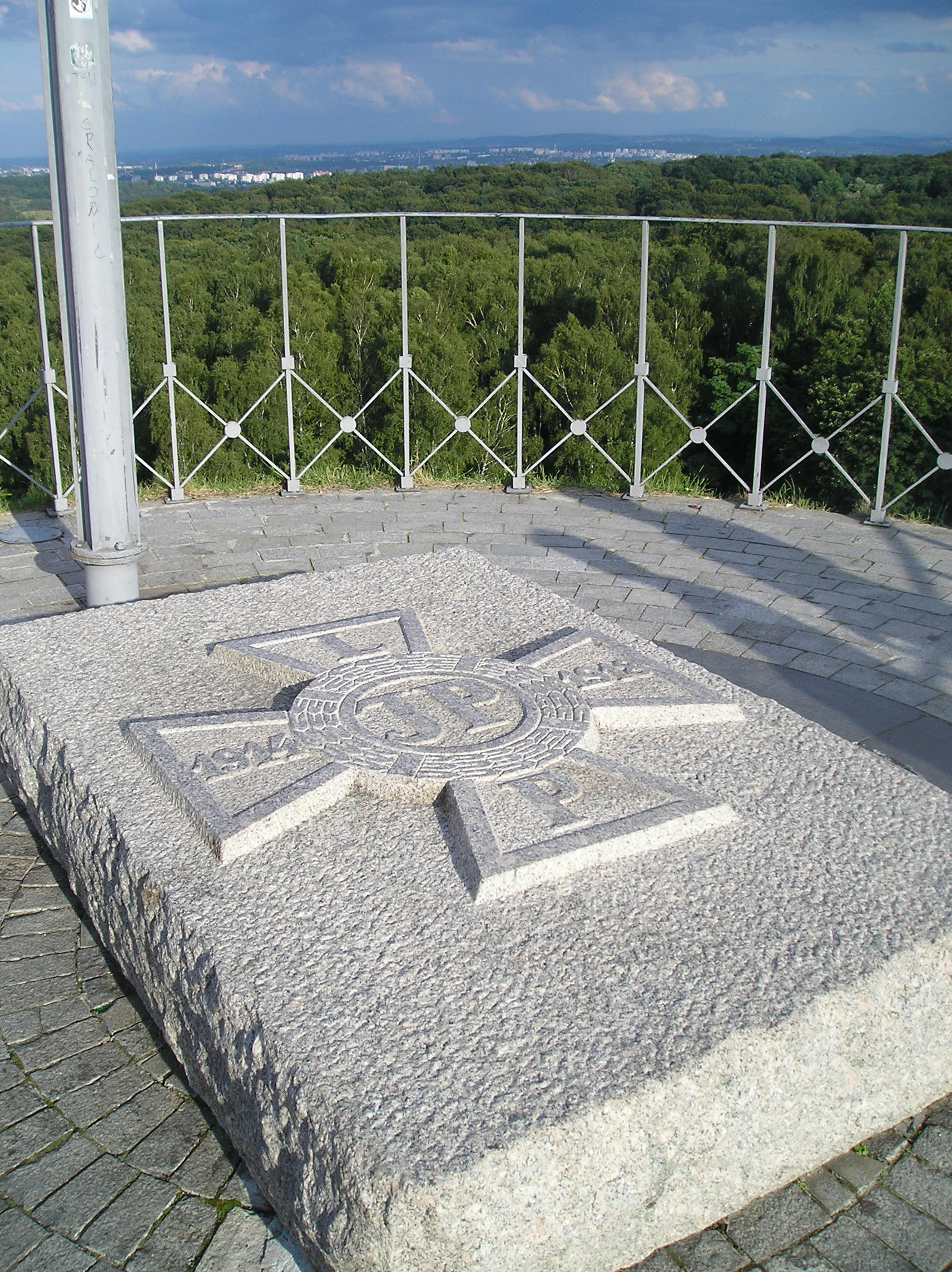
Monument op de top

De Grafheuvel van Piłsudski (ook bekend als Vrijheidsheuvel) (Pools: Kopiec Piłsudskiego) is gelegen in Krakau in Polen. De grafheuvel werd in de periode 1934-1937 opgeworpen door de Poolse overheid ter ere van Józef Piłsudski. De heuvel is gelegen in het westelijk deel van Krakau op de Sowiniec-hoogten in district VII "Zwierzyniec". Het is de nieuwste en grootste van de vier grafheuvels van Krakau. De heuvel heeft een hoogte van 35 meter, een diameter aan de voet van 111 meter en een volume van 130.000 m³.

## Geschiedenis
In 1934 stelden Poolse legioenen en hun verenigingen voor om een monument te bouwen ter herdenking van het herstel van de onafhankelijkheid van Polen. Er werd in Warschau een comité opgericht dat werd voorgezeten door Walery Sławek. De bouw begon op 6 augustus 1934, de 20e verjaardag van het vertrek van de Eerste Kadercompagnie van Kraków aan het begin van de Eerste Wereldoorlog.
Na de dood van maarschalk Józef Piłsudski op 12 mei 1935 besloten de legioenen - voormalige ondergeschikten van Piłsudski - om de heuvel te noemen naar hun leider. De heuvel werd voltooid op 9 juli 1937. Van elk slagveld in de Eerste Wereldoorlog waar Polen gevochten hadden werd grond in de heuvel geplaatst.
Tijdens de Tweede Wereldoorlog gaf Hans Frank, Nazi-Duits gouverneur van het bezette Polen, het bevel om de heuvel te vernietigen en af te platten, maar vanwege de moeilijkheidsgraad en de kosten werd het nooit uitgevoerd. Na de oorlog probeerde de communistische regering van Polen, die de heuvel beschouwde als een overblijfsel van de kapitalistische Tweede Poolse Republiek (die nog steeds ondersteund werd door de Poolse regering in ballingschap), het belang van de heuvel te minimaliseren. Vermeldingen van de heuvel werden verwijderd uit officiële publicaties en het omliggende gebied werd vol met bomen geplant om de heuvel aan het zicht te onttrekken. Officieus werd de heuvel aangeduid met Kopiec Sowiniec (Sowiniecheuvel). De meeste schade werd echter aan het monument toegebracht tijdens het stalinistische tijdperk: in 1953 werd het granieten tableau met kruis van het legioen verwijderd en een groot deel van het oppervlak van de heuvel verwoest.
In 1981 begon met de verzwakking van de communistische regering de reconstructie van de heuvel. Grond van slagvelden uit de Tweede Wereldoorlog waar verschillende Poolse legers gevochten hadden werd toegevoegd aan het monument, dat de bijnaam "Graf van Graven" kreeg. In 1995, vijf jaar na de val van het communisme in Polen, werd de eerste grote renovatie van de heuvel voltooid. In 1997 beschadigde een grote overstroming de heuvel. Kort daarna begon een tweede renovatie, die in 2002 afgerond werd met een ceremonie in aanwezigheid van de Poolse president Aleksander Kwaśniewski.